# Branobel

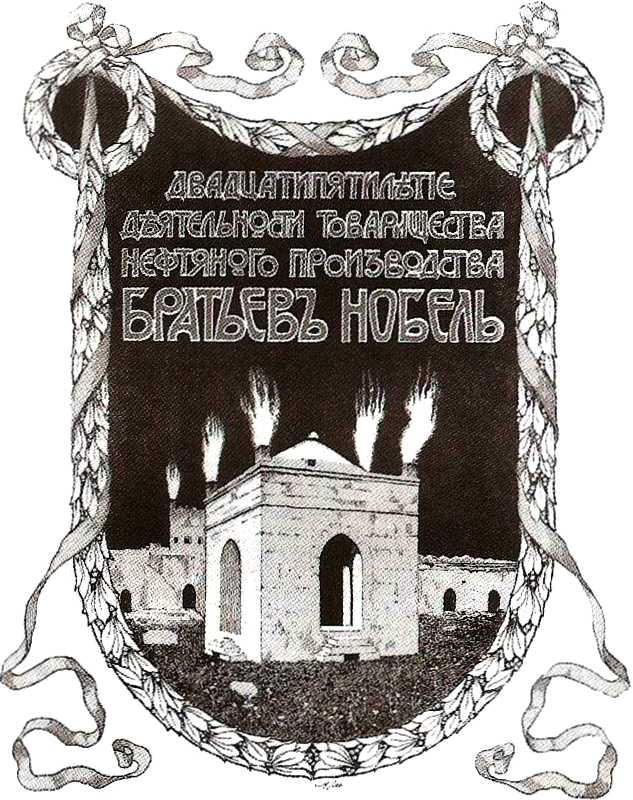
De Vuurtempel van Bakoe was het symbool van Branobel

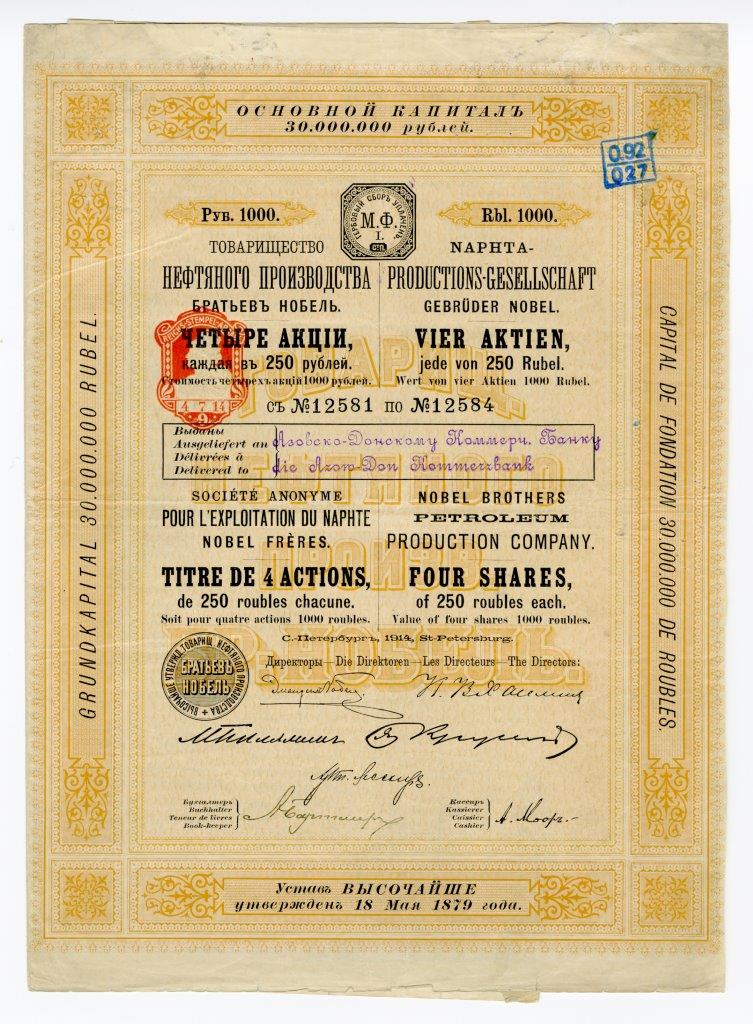
Een Branobel aandeel

Branobel (afkorting van het Russische: братьев Нобель, "bratijev Nobel"; "broeders Nobel") was een oliemaatschappij die in 1876 door Ludvig en Robert Nobel werd opgezet in Bakoe in Azerbeidzjan, toen onderdeel van het Russische Rijk. Het was aan het einde van de 19e eeuw een van de grootste oliemaatschappijen ter wereld.
Op verzoek van zijn broer Ludvig ging Robert Nobel in maart 1873 naar Bakoe in de Kaukasus. Eigenlijk moest hij notenhout voor de geweerproductie kopen, maar hij zag de kansen die de opkomende olie-hausse bood. De gebroeders verzekerden zich van de onderzoeks- en gebruiksrechten van de Russische staat voor aardolie in het gebied aan de Kaspische Zee.
Gezamenlijk ontgonnen ze vanaf 1876 met gunstige aankopen, succesvolle boringen en innovatieve raffinaderijen de oliebronnen ter plaatse. Het transport van de olie was een belangrijk probleem omdat Bakoe ver van de grote afzetgebieden lag. De olie werd in vaten verpakt en naar Astrachan gebracht en vandaar over de Russische rivieren en bestaande spoorwegen helemaal naar het noorden vervoerd. In oktober 1876 kwam de eerste lading lampolie aan in de hoofdstad Sint-Petersburg. In 1877 brachten ze voor het eerst hun uitvinding van de pijpleiding met een verbinding van oliebron naar raffinaderij en reduceerden daarmee de transportkosten voor olie aanzienlijk. Een jaar later volgde de Zoroaster, een tanker die de gebroeders in Zweden hadden laten bouwen. Het was de eerste tanker ter wereld die als zodanig gebruikt werd en hierdoor daalden de transportkosten ook.
Hun bedrijf, het op 15 mei 1878 in Sint-Petersburg met een kapitaal van drie miljoen roebel opgerichte Naftaproductionsbolaget Bröderna Nobel (Branobel), kon zich handhaven tegen de concurrentie, vooral tegen de Parijse tak van de ondernemersfamilie Rothschild en tegen John D. Rockefeller’s Standard Oil. 
Door de initiatieven, investeringen en het organisatietalent van de gebroeders nam de productie van olie in de regio zeer sterk toe. In 1874 was de productie zo’n 600.000 vaten en tien jaar later was dit gestegen naar 10,8 miljoen vaten. Rond 1880 telde de stad bijna 200 raffinaderijen, die overigens niet allemaal in handen van Branobel waren, maar Branobel produceerde wel de helft van alle kerosine.
Door de komst van Bnito van de Rothschilds was de concurrentie toegenomen, maar ze waren ook de financiers achter een spoorlijn naar Batoemi aan de kust van de Zwarte Zee. In 1886 kwam de spoorlijn gereed en werd Batoemi de belangrijkste oliehaven ter wereld. Zij bouwden opslagtanks en snel daarna volgende Branobel met eigen faciliteiten. Ludvig en Robert lieten in Bakoe, vlak bij hun huis Villa Petrolea in de wijk Zwarte Stad, een groot park aanleggen, dat heden nog steeds bestaat. In 1888 overleed Ludvig. Hij was een bekwaam ingenieur maar miste financieel inzicht. Zijn broer Alfred nam bij Branobel het financiële beleid over. Ludvig's zoon Emanuel nam de leiding van het bedrijf over.
Op 10 april 1902 tekende Branobel een contract voor de aankoop van olievelden in Roemenië die in bezit waren van olieproducent Isabey Hajinsky. In 1903 kwam de tanker Vandal in de vaart voor Branobel. Het was het eerste schip met dieselmotor ter wereld en tevens het eerste dieselelektrische schip. Op 17 oktober 1905 kocht het de olievelden van olieproducent A. Adamov.
In 1916 was het bedrijf de grootste oliemaatschappij van Rusland, met een productie van 76 miljoen poed (wat overeenkomt met goed 1,2 miljoen ton olie per jaar of 25.000 vaten per dag). De Russian General Oil Corporation, die in 1912 in Londen door de belangrijkste Russische en buitenlandse banken werd opgericht, verenigde 20 bedrijven. Hieronder waren A.I. Mantashev & Co., G.M. Lianosov & Sons, Moscow-Caucasus Trade Company, Caspian Partnership, Russian Petroleum Society, Absheron Petroleum Society en anderen. Zij poogden Branobel over te nemen, maar dit mislukte. In 1916 had Branobel juist een flink belang genomen in de Russian General Oil Corporation en daarmee het oliebelang in de regio versterkt.
Na de Eerste Wereldoorlog verkeerde Rusland in een burgeroorlog. De Rothschilds hadden al hun oliebelangen verkocht, maar Branobel was nog actief in het land. Onder druk van het oorlogsgeweld gingen zij op zoek naar een koper. Als eerste boden ze Henri Deterding van Royal Dutch Shell hun hele belang aan, hij was zeker geïnteresseerd maar zag ook duidelijk de risico’s als de bolsjewieken aan de macht zouden blijven. Deterding aarzelde te lang en de Nobel familie brak de onderhandelingen af. Deterding had een punt, in april 1920 trokken de bolsjewieken Bakoe binnen en nationaliseerden de hele olie-industrie. Standard Oil was ook benaderd en de Amerikanen waren ervan overtuigd dat de bolsjewieken uiteindelijk verslagen zouden worden. In juli 1920 tekenden zij een contract en kochten de helft van Branobel voor US$ 6,5 miljoen. Nobel had hiermee een deel van het familiefortuin veiliggesteld. De bolsjewieken bleven en Standard Oil heeft weinig profijt gehad van de aankoop. Branobel werd na het overlijden van Emanuel in 1932 geliquideerd.

## Fotogalerij

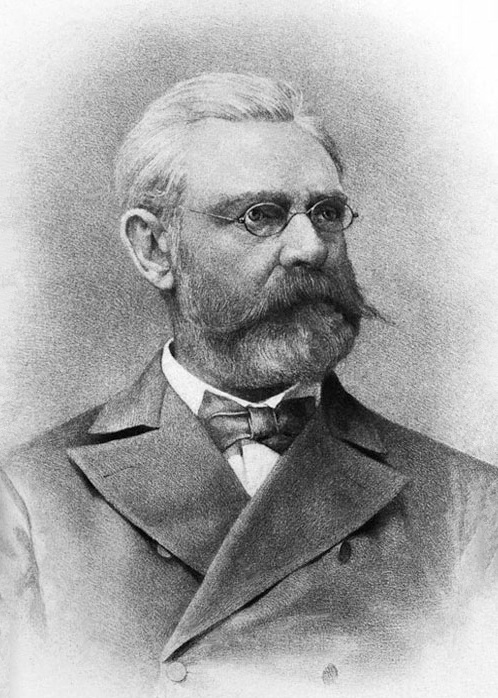
Robert Nobel
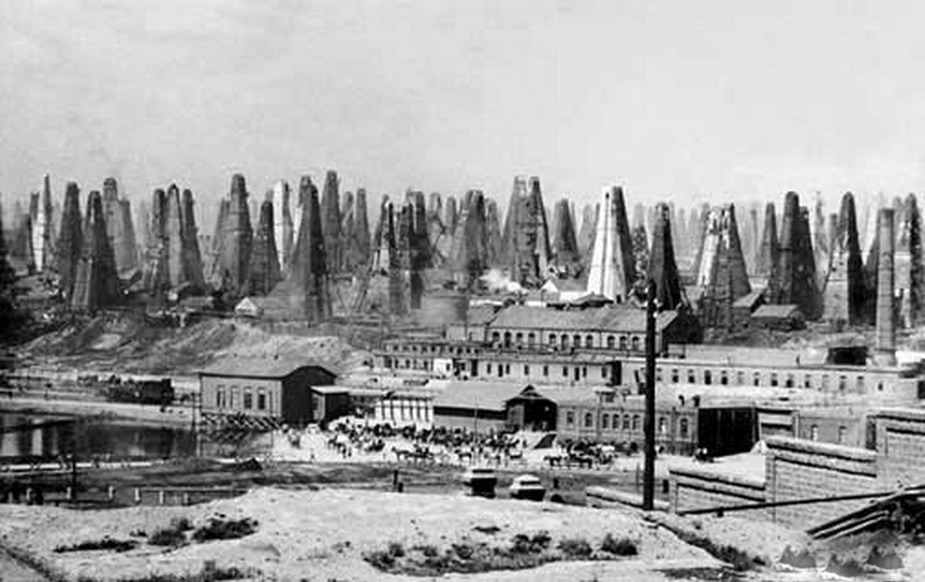
Boortorens van Branobel
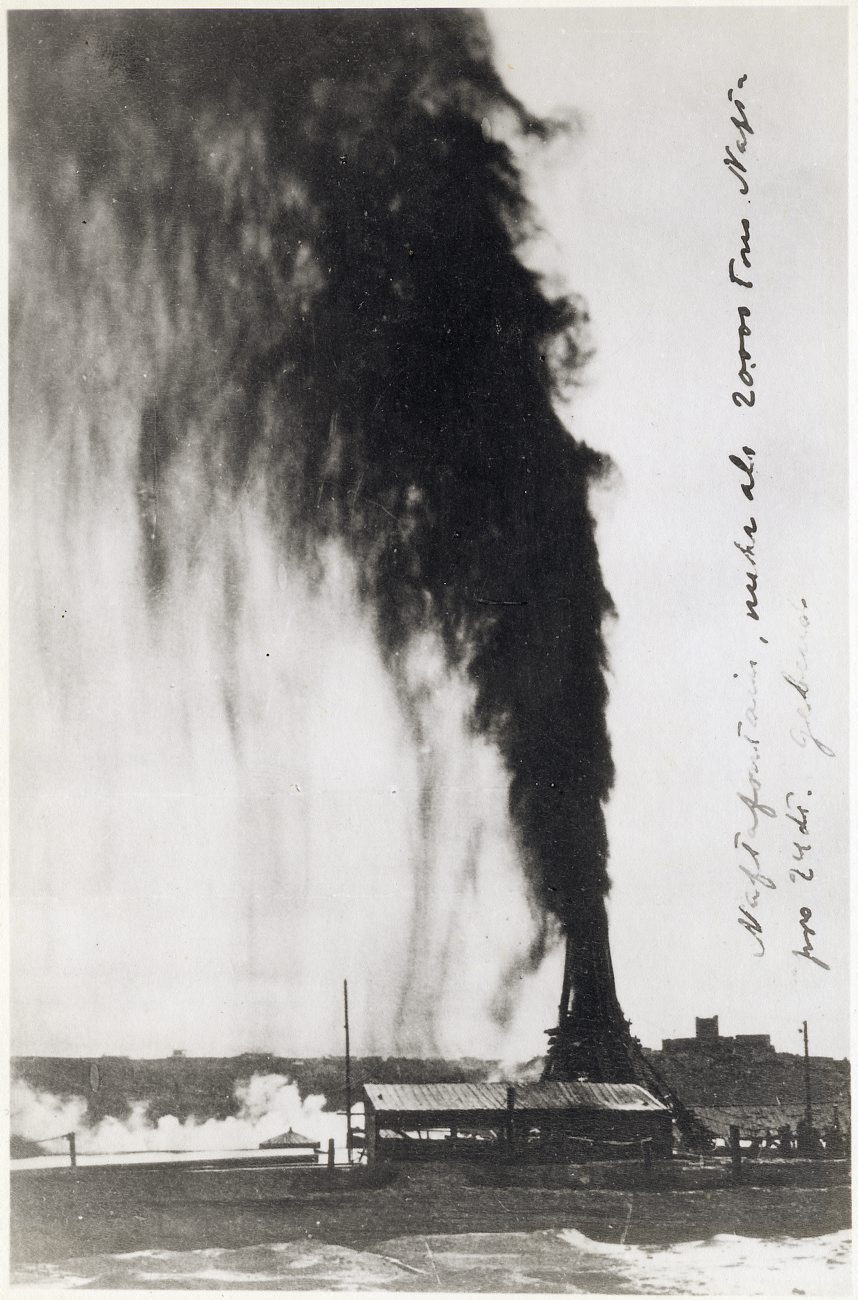
Oliespuiter
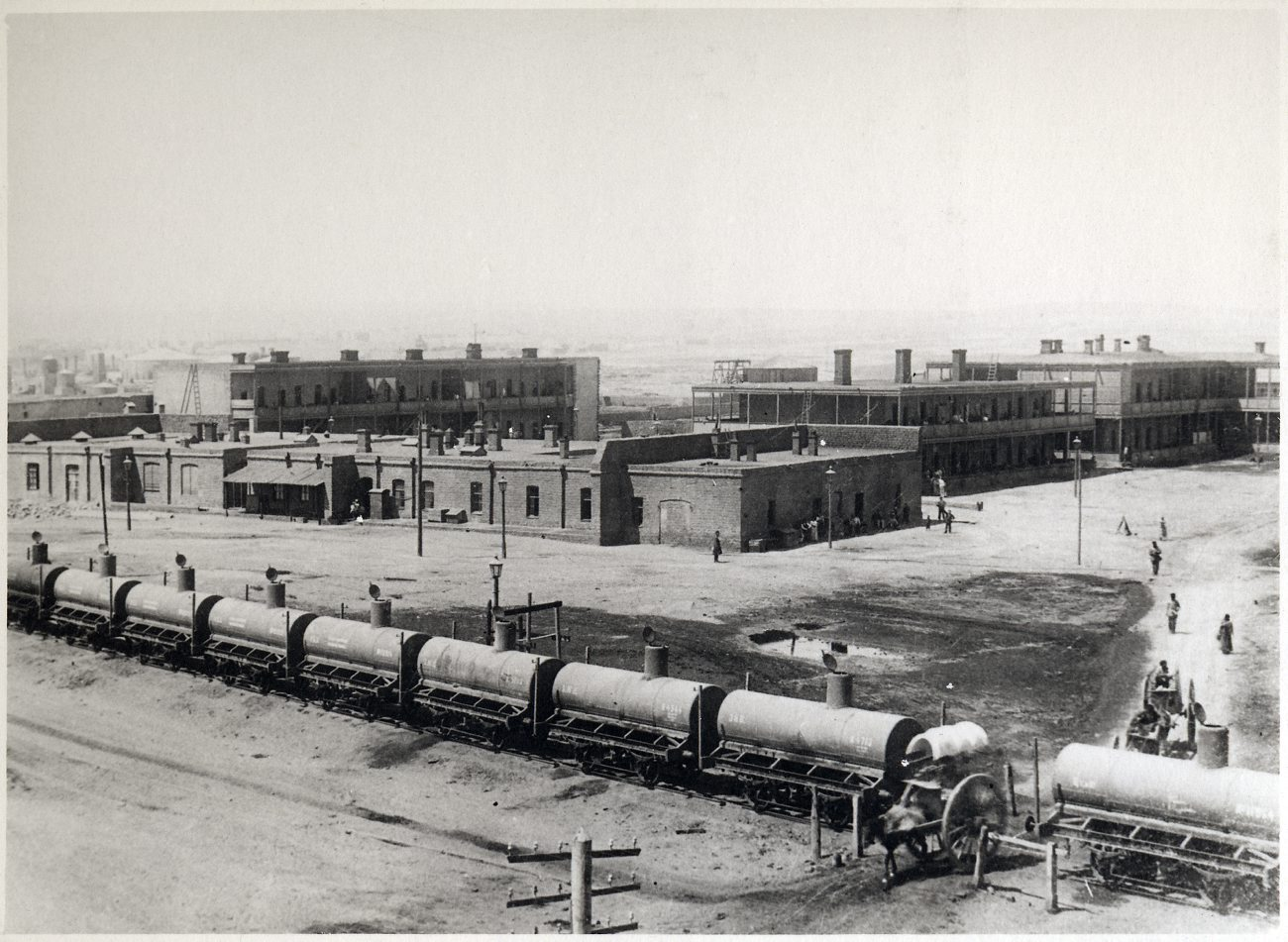
Wagons met olie
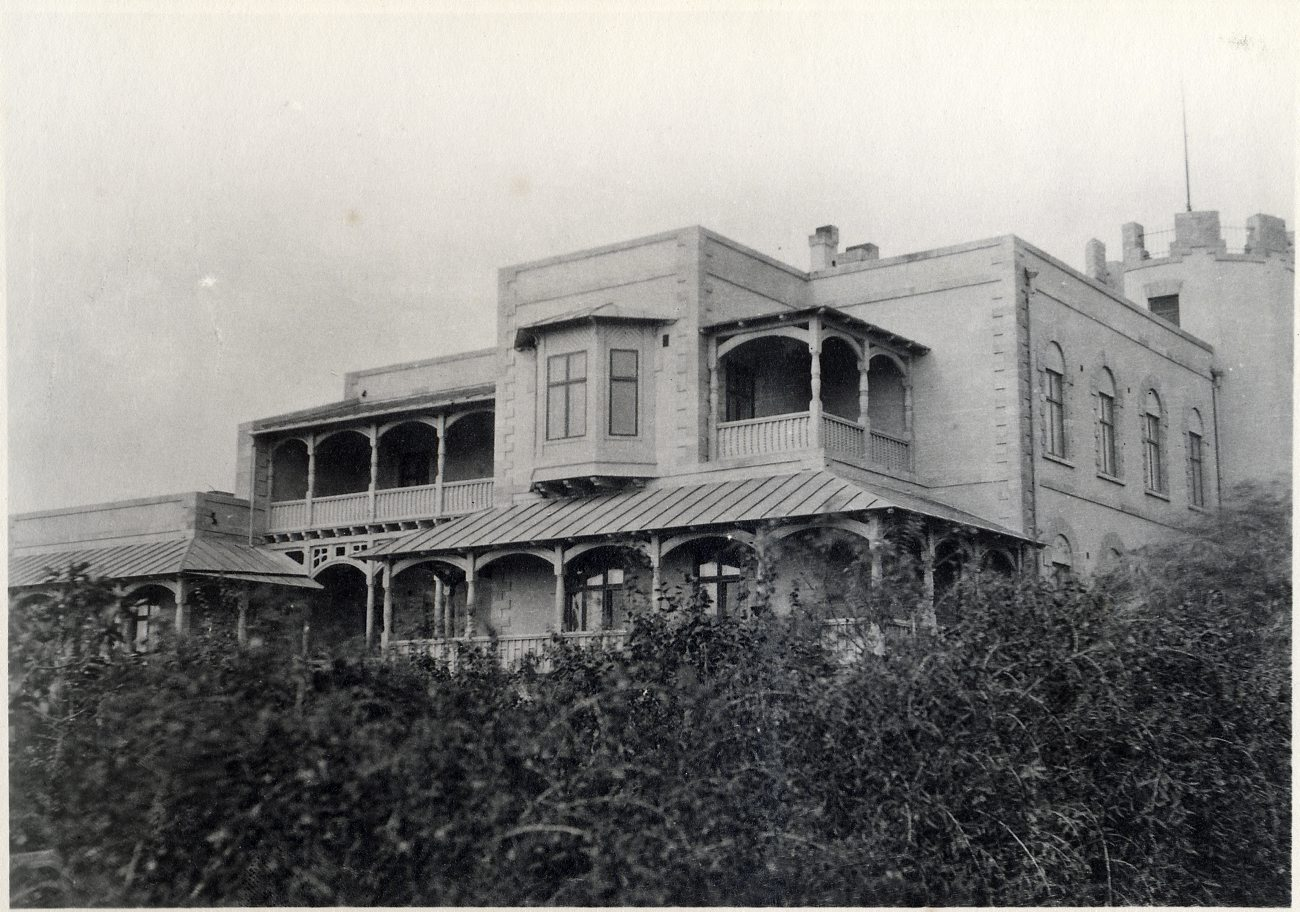
Villa Petrolea in Bakoe